# Мизери (роман)
«Ми́зери» (англ. Misery) — роман американского писателя Стивена Кинга, написанный в жанре психологического триллера. Опубликован в 1987 году издательством «Viking Press». В основе сюжета романа лежат отношения двух героев — популярного писателя Пола Шелдона и его поклонницы Энни Уилкс. Попав в автокатастрофу, Пол получает серьёзные травмы и бывшая медсестра Энни привозит его в свой дом, где он получает обезболивающие препараты и лечение. Однако чем больше проходит времени, тем более становится очевидно, что Пол — узник, вынужденный потакать прихотям своей психически неуравновешенной фанатки.
Название романа, в переводе означающее «Страдание», имело несколько смыслов. С одной стороны, именно это имя носила главная героиня книг Пола Шелдона; с другой, сам автор подобной эмоцией характеризовал своё состояние в период написания романа. Историю создания «Мизери» Кинг излагает в своих мемуарах, упоминая, что образ Энни Уилкс и завязка истории пришли к нему во сне.
Роман был удостоен премии Брэма Стокера, а также номинирован на Всемирную премию фэнтези. Произведение было встречено критиками с энтузиазмом: рецензенты хвалили Кинга за уход от классической мистической направленности его книг, а также отмечали удачное исследование тематики взаимоотношений знаменитостей и их поклонников, подчеркнув параллели с личной жизнью писателя.
Роман, занявший четвёртое место в списке бестселлеров года, был экранизирован в 1990 году американским режиссёром Робом Райнером; главные роли в фильме сыграли Кэти Бейтс и Джеймс Каан. Картина пользовалась успехом у публики и критиков и смогла трижды окупить свой бюджет. Также роман многократно адаптировали в качестве театральных постановок, самая известная из которых проходила при участии Лори Меткалф и Брюса Уиллиса.

## Сюжет
| «                                                      | Когда ты заглядываешь в бездну, сама бездна заглядывает в тебя. | » |
| — Цитата Фридриха Ницше, эпиграф к первой части романа |                                                                 |   |

42-летний известный писатель Пол Шелдон, написавший серию любовных романов в викторианской стилистике о женщине по имени Мизери Честейн, заканчивает финальный бестселлер «Сын Мизери», в финале которого главная героиня (порядком ему надоевшая) умирает при родах. Пол отправляется сквозь снежный буран по горной дороге в Лос-Анджелес, решив отметить завершение своей новой работы — романа «Быстрые автомобили», который разительно отличался от его предыдущего творчества — и в итоге из-за выпитого спиртного и плохих погодных условий он попадает в аварию около Сайдуайндера (Колорадо), но его спасает 43-летняя Анна (Энни) Уилкс — бывшая медсестра, являющаяся преданной поклонницей Пола. Она отвозит Шелдона к себе домой, где оказывает ему медицинскую помощь, выправив переломы ноги, и даёт ему новое обезболивающее (новрил), изготовленное на основе кодеина, которое вызывает сильное привыкание. Во время одного из разговоров с Энни Пол узнаёт, что у неё в сарае живёт свинья, названная в честь придуманной им героини.
Вскоре писатель начинает замечать странности в поведении Энни — она не обратилась в больницу, когда снежный буран закончился, и никому не сообщила о том, что Пол находится в её доме; иногда Энни «выключается», полностью уходя в себя, не реагируя на происходящее; также у неё бывают приступы необоснованной ярости (во время одного из них Энни швырнула в стену полную тарелку супа и затем, вымыв стену и сполоснув тряпку в ведре, заставила Пола выпить грязную воду). Купив только что вышедший роман «Сын Мизери», Энни дочитывает до места, где Мизери умирает, устраивает сцену и вскоре уезжает из дома на 2 дня, оставив Пола без еды, воды и обезболивающего.
Вернувшись, Энни заставляет ослабевшего Пола сжечь рукопись романа «Быстрые автомобили», наполненного ненормативной лексикой и сценами насилия. Купив на распродаже старую пишущую машинку фирмы «Royal», в которой отсутствовала буква «N», бумагу и инвалидное кресло, Энни устраивает Полу кабинет и заставляет его заняться новым романом, в котором Мизери Честейн будет жива и её «воскрешение» в нём должно быть логически оправданным. Пол поддаётся на её угрозы. Работа постепенно увлекает Шелдона и он на время забывает о своём положении; его новый роман «Возвращение Мизери» развивается в жуткую и захватывающую историю, из которой выясняется, что главная героиня не умерла при родах, а впала в кому и в итоге была похоронена заживо, но была спасена в самый последний момент.
В очередной раз разозлившись на Пола (после того, как он сказал, что купленная ей бумага не подходит для работы на пишущей машинке), Энни уезжает. В ужасе от того, что он снова останется без обезболивающего, Пол выбирается из своей комнаты, используя в качестве ключа шпильку Энни. Он находит множество упаковок новрила в туалетной комнате, забирает часть и прячет у себя под матрасом. Эта вылазка Пола не стала последней; в другой раз он отправился за едой и нашёл альбом Энни с газетными вырезками, из которого он узнаёт весь жизненный путь бывшей медсестры — на её счету череда убийств: в 11 лет она устроила пожар в жилом доме, в котором погибли 5 человек (соседи семьи Уилкс); в 14 лет убила своего отца Карла Уилкса (сымитировав несчастный случай); в 18 лет убила свою одноклассницу и соседку по общежитию (также сымитировав несчастный случай); и затем, став медсестрой, убивала в разных больницах разных городов (Манчестер, Гаррисберг, Питтсбург, Дулут, Фарго, Денвер, Недерленд и Боулдер) тяжелобольных стариков и новорождённых младенцев (на последней странице этого альбома Пол видит газетную статью о своём исчезновении). Вскоре Энни узнаёт о «вылазках» Пола и в наказание отрубает ему топором левую ступню и прижигает рану паяльной лампой.
В это же время полиция занимается поисками пропавшего Пола Шелдона. Один из полицейских посещает дом Энни и замечает Пола, но Энни убивает полицейского газонокосилкой, запирает Шелдона в подвале и уезжает, чтобы спрятать машину полицейского; в это время Пол крадёт из подвала маленькую банку с бензином. В итоге Энни решает застрелить Шелдона (когда он допишет роман) и себя, чтобы её любимая героиня жила вечно.
Дописав последнюю главу романа «Возвращение Мизери», Пол прячет рукопись и выливает бензин на черновики, выдав их за оригинал. Увидев намерения Шелдона, Энни всеми силами старается защитить роман и между ними завязывается драка, в ходе которой Пол наносит Энни удар по голове пишущей машинкой, затем, оседлав Энни, запихивает наполовину сгоревшие листы ей в горло, сбегает из своей комнаты, заперев Энни внутри и затем теряет сознание. Раненого Шелдона вскоре находит полиция, но Энни исчезла; позже выясняется, что она выбралась из дома, но умерла от черепно-мозговой травмы в сарае, пытаясь достать бензопилу.
В финале романа Пол Шелдон возвращается в Нью-Йорк, живёт обычной жизнью, ходит с протезом и публикует новый роман о Мизери Честейн (также ставший бестселлером), но события в доме Энни Уилкс оставляют на нём неизгладимый отпечаток — ему по-прежнему кажется, что Энни жива.

## История создания

### От идеи к публикации
Роман был написан в конце 1985 года, а впервые издан спустя почти 2 года — в июне 1987 года. Он был напечатан тиражом в 900 000 экземпляров. Затраты на рекламу книги составили 400 000 долларов. Её название, в переводе означающее «Страдание», по признанию автора, точно отражало состояние сознания самого Кинга, страдавшего на тот момент от наркомании и алкоголизма.
Идея романа возникла в начале 1980-х годов во время полёта на авиалайнере «Конкорд» в Лондон и отчасти была навеяна произведением Ивлина Во «Человек, который любил Диккенса». Во время полёта Стивен заснул и увидел сон, в котором популярный писатель попал в плен к своей психически больной фанатке, живущей на ферме; во сне также присутствовала свинья по кличке Мизери, у писателя была сломана нога и он был заперт как пленник. Проснувшись, Кинг записал увиденное на салфетке от коктейля авиакомпании American Airlines, которую он впоследствии потерял; особенно ему запомнились слова, произнесённые поклонницей в сновидении: «Нет, сэр, это не была злая шутка, когда я назвала мою свинью Мизери. Прошу вас так не думать, сэр. Нет, я так назвала её в духе почитания своего кумира, что есть самая чистая на свете любовь. Вам должно быть приятно».

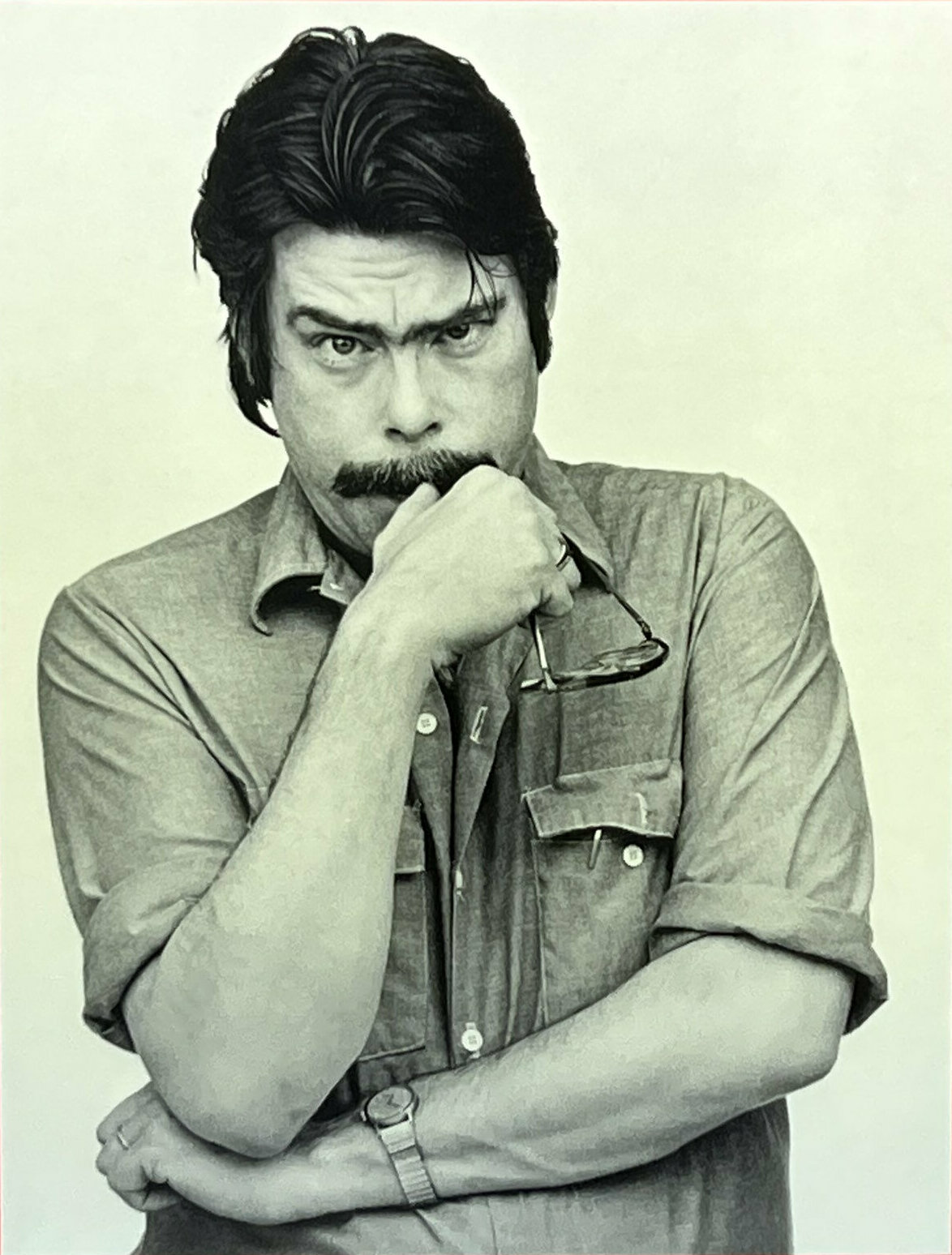
Стивен Кинг писал, что первоначальный замысел, как семечко, мог прорасти в смешную и пугающую книгу

Прибыв в Лондон, Кинг вместе со своей женой Табитой поселился в отеле «Brown's». Ночью Стивен никак не мог заснуть, главным образом из-за появившейся идеи. После того, как автор спросил у консьержа, где ему можно спокойно поработать, последний отвёл его к лестничной площадке, на которой стоял стол, некогда принадлежавший Редьярду Киплингу. Выпив большое количество чая, Кинг исписал 16 страниц стенографического блокнота. Позже автор писал в своих мемуарах: 
Закончив писать, я остановился в вестибюле сказать «спасибо» консьержу за разрешение воспользоваться прекрасным столом мистера Киплинга. — «Рад, что вам понравилось», — ответил он. И улыбнулся таинственно и скупо, будто знал самого писателя. — «Киплинг даже умер за этим столом. От удара. Во время работы». Я поднялся наверх прихватить несколько часов сна, а по дороге думал, как часто нам сообщают сведения, без которых мы бы отлично обошлись.
Ранний вариант названия романа, планировавшегося размером на 30 000 слов — «Издание Энни Уилкс». Первоначальный замысел Кинга был иным — Энни должна была убить Пола, скормить его свинье и сделать из его кожи переплёт для романа, который он написал; другая нереализованная мысль была более гуманной — обложкой для романа должна была послужить свиная кожа. Кинг, ещё в отеле написав завязку книги, чётко представлял себе дальнейшее развитие событий — кости Пола могли похоронить за сараем, а «самые вкусные кусочки» скормить свинье. Ярко в своём воображении видел Стивен и комнату, в которой должны были держать Шелдона, обклеенную газетными вырезками с заголовками типа «Знаменитый автор любовных романов до сих пор не найден».
Все детали сюжета, по признанию Кинга, оказались органичны, а сам процесс написания — весёлым. Книга, являясь в какой-то мере развлекательной, работала более чем на одном уровне восприятия. Из-за отсутствия элементов сверхъестественного Кинг хотел опубликовать книгу под своим псевдонимом Ричард Бахман, но после отказался от этой идеи. История, по его мнению, во многом напоминала театральную постановку. Стивен сотрудничал с тремя медиками, которые предоставили фактический материал — фельдшером Рассом Дорру, медсестрой Флоренс Дорр и доктором медицины и психиатрии Дженет Ордуэй. Роман стал пятым произведением, опубликованным в течение четырнадцатимесячного цикла.
Роман «Мизери» посвящён Стефани и Джиму Леонардам — Стефани была редактором газеты «Касл-Рок», в чьи обязанности входила работа с письмами, присланными поклонниками. В интервью она заявляла, что знала о всех случаях, вдохновивших Кинга на написание книги. Также в основу произведения легли личные переживания писателя. Кинг хотел выйти за рамки привычного жанра и предвидел недовольство ряда фанатов своей новой книгой. Некоторые поклонники восприняли роман негативно, посчитав, что гротескно изображённая Энни Уилкс оскорбляет их чувства. Однако сам автор открещивался от подобных сравнений; он сообщил, что любит своих постоянных читателей, и напомнил, что всё же поведение некоторых из них его пугает.
По данным «Publishers Weekly», по итогам 1980-х годов роман был продан тиражом в 875 000 экземпляров:20. Права на публикацию романа с 2016 года принадлежат издательству «Scribner’s», с которым Кинг стал сотрудничать со времён издания романа «Мешок с костями». На русском языке роман был впервые опубликован в 1992 году издательством «ИМА-пресс-реклама». Произведение переводили А. Георгиев (в его версии роман носил название «Отчаяние») и Е. Харитонова.

### Герои: два персонажа в доме

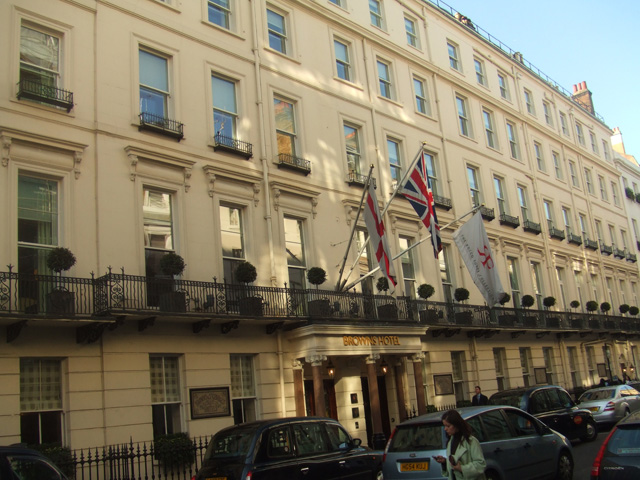
Отель «Brown’s». Место, в котором Кинг начал писать «Мизери», показалось ему тихим и гостеприимным

Сам писатель относил роман к числу ситуационных, наравне с романами «Игра Джералда» и «Девочка, которая любила Тома Гордона». Он сосредотачивался на простой формуле «двух персонажей в доме». Облик Энни Уилкс во многом собирательный, в нём нашли отражение образы всех самых пугающих поклонников. Кинг писал: «Из всех созданных мной персонажей, о которых известно читателям, Энни Уилкс — моя любимица. Она постоянно меня удивляла, всегда вела себя непредсказуемо — этим она мне и приглянулась. В ней гораздо больше глубины, и, если честно, я и не ожидал, что проникнусь к ней сочувствием». Энни получилась более сложным действующим лицом, чем представлял себе автор. Будучи женщиной, нежно привязанной к «петушиному отродью», она без лишних колебаний могла отрубить ногу любимому писателю и к концу произведения её можно не только бояться, но и жалеть.
Энни в романе предстаёт как огромная, непривлекательная и страдающая ожирением женщина. Её смертоносные тенденции пробудились ещё в детстве — она убивает детей своих соседей, за которыми ей поручили присматривать, и позже — своего отца, соседку по комнате медицинского общежития и десятки пациентов в разных больницах. Будучи заядлой читательницей, в своём безумии она видит себя в качестве любовницы Пола Шелдона, его наставницы и музы. Буйный нрав антагонистки, балансирующей на грани здравомыслия, постепенно превращается в убийственную ярость.
Несмотря на психопатологии, она рассудительна и вполне разумна. Уилкс действительно является героиней, пытающейся выжить во враждебном для неё мире. Перепады её настроения Кинг никогда не отражал прямо, достаточно было показать молчаливую женщину с немытыми волосами, судорожно поглощающую конфеты и печенье, дабы добиться эффекта очередной фазы маниакально-депрессивного психоза. Именно подобная форма подачи материала заставляла читателя понять её безумие и даже отождествлять себя с нею. В результате Энни становилась ещё реальнее и оттого страшнее.
Кинг изначально забраковал вариант, в котором она выглядела как старуха: «Кому охота знакомиться с такой прокисшей мегерой? Этот вариант Энни Уилкс устарел уже тогда, когда только выходил „Волшебник из страны Оз“». Биограф Кинга Лайза Роугек считала Энни Уилкс неким воплощением наркозависимости самого Стивена; так думал и сам Кинг — он сравнивал её с алкоголем и кокаином и в итоге отказался от употребления этих веществ, решив: «Хватит с меня быть её ручным писателем».
Пол Шелдон, будучи популярным романистом, добился успеха благодаря созданию одного персонажа, который «захватил» всю его карьеру. Мизери Честейн сделала его знаменитым, однако Шелдон хотел быть больше, чем просто автором популярной серии романов, — он желал освободиться от оков литературного успеха. Будучи в плену у Энни, Пол понимает, что его смерть от руки медсестры — лишь вопрос времени.
Кинг сравнивал Пола Шелдона с самим собой. В какой-то мере писатель соглашался, что между ними есть сходства, но лишь потому, что каждый созданный персонаж несёт в себе частицу автора. По его мнению, быть Энни было интересно и легко. Гораздо сложнее давался сам Пол: «Он нормален, я нормален — никакого путешествия в Диснейленд», — сокрушался писатель. Ряд литераторов посчитали имя персонажа явным намеком на конкурента Кинга, американского писателя и сценариста Сидни Шелдона.

### Параллели
Страх Кинга перед поклонниками не случаен. 20 апреля 1991 года в дом семьи писателя в 06:00 утра, разбив окно, пробрался некий Эрик Кин. Табита Кинг, войдя на кухню из-за шума, обнаружила Кина, размахивающего бежевой коробкой, в которой, по его словам, находилась бомба. Злоумышленник угрожал взорвать дом из-за того, что Кинг якобы украл сюжет романа «Мизери» у его тёти, уволенной медсестры. Жена писателя выбежала на улицу до ближайших соседей, откуда вызвала полицию. Обыскавшие дом полицейские нашли преступника на чердаке и задержали его. Как выяснилось позже, внутри коробки лежало свыше 20 карандашей и бумажных скрепок. Кина арестовали и осудили к 1,5 годам тюремного заключения. После этого случая семейство Кингов значительно усилило меры охраны в доме и, напуганные инцидентом, перестали выходить в свет до конца года.
Стэнли Уэйтер, исследователь творчества Кинга, также проводил параллели с ещё одной историей, случившейся в 1980 году. Один из незнакомцев, представившись «фанатом номер один», подошёл к Стивену с просьбой подписать одну из книг. Предположительно, этим незнакомцем был Марк Чепмен, впоследствии убивший Джона Леннона.
Роман нашёл и иное отражение в личной жизни писателя. В субботу 19 июня 1999 года Кинг прогуливался по обочине шоссе №5 на севере Ловелла и появившийся фургон «Dodge» резко повернул в его сторону. Писатель пытался отскочить, но столкновения избежать не удалось. 42-летний водитель фургона Брайан Смит вызвал скорую, Кинга с тяжелейшими травмами конечностей увезли в больницу. У писателя были диагностированы травма правого колена, перелом бедра, четыре сломанных ребра, глубокий порез на черепе и расщеплённый в восьми местах позвоночник. Раздробленную в девяти местах правую ногу врачи первоначально хотели ампутировать. После второй операции Кинг обнаружил, что он находится под капельницей с морфином и подумал: «Боже, я опять стал наркоманом». Впоследствии всех ухаживающих за Стивеном медсестёр строго проинструктировали о недопустимости любых шуток на тему романа «Мизери», однако одна из них всё же проговорилась. «Кинг оценил откровенность девушки и заверил её, что ни одна из сиделок ни разу не сострила на эту тему, хотя, может, и зря: учитывая любовь писателя к чёрному юмору <…>», — писала Лайза Роугек.

### Отсылки
- В романе косвенно упоминается горный отель «Оверлук», главное место действия романа «Сияние»[30].
- Пол Шелдон также встречается как автор любовных романов в повести «Библиотечная полиция»[31] и романах «Роза Марена»[32] и «Безнадёга»[6]:296.
- Пол Шелдон вырос рядом с семьёй Каспбраков, фигурирующей в романе «Оно»[33].

## Восприятие и анализ
Роман занял четвёртое место в списке бестселлеров года по версии газеты «The New York Times». В рейтинге бестселлеров книга продержалась 30 недель. Для сравнения, в том же списке произведения Кинга заняли ещё две позиции: «Глаза дракона» — девятое, и «Томминокеры» — первое.
Роман был удостоен премии Брэма Стокера-1987 наравне с романом Роберта Маккаммона «Песня Сван». В 1988 году он был номинирован на Всемирную премию фэнтези. По результатам голосования, организованного журналом «Rolling Stone», роман в десятке лучших произведений автора занял пятое место.
Книга получила множество восторженных отзывов. Кэролин Бэнкс, обозреватель «The Washington Post», посчитала произведение наиболее сильной автобиографической работой Кинга с ощутимой долей чёрного юмора. Шэрон Делемедо считала, что роман повествует о борьбе автора бестселлеров с его собственными творческими порывами. Для Пола Шелдона вопросы литературного жанра становятся вопросами выживания. Построенное с постмодернистской фрагментацией, произведение ломает барьеры между читателем и текстом, соединяет жанры и выглядит как смесь высокой литературы и вульгарного чтива.
Тони Мэджистрейл указывал, что роман больше напоминает классическую греческую драму, чередующую живописный фон и малое количество героев, исполненную перед театральной аудиторией. Публикация «Мизери» являлась предвестником изменений в карьере писателя, так как роман положил в свою основу гендерную проблематику. Произведение знаменует собой переход, подчёркивающий новое значение женских персонажей. В «Мизери» читатель встречает первую попытку Кинга создать яростную и независимую женщину, не являющуюся ни святой, ни шлюхой. В отличие от Донны Трентон (пассивной жертвы, активизирующейся только в ситуации, в которой опасность угрожает её сыну) Энни Уилкс становится одной из немногих женщин в художественной литературе Стивена Кинга, которая владеет реальной властью, но в конечном итоге так и не может распорядиться ею разумно. Хотя роман лишён феминизма, Энни становится величественным прототипом с точки зрения силы и ума. Её можно считать несчастной жертвой своего заболевания. Роль палача отождествляет Уилкс с мужскими образами персонажей-насильников. По мнению Мэджистрейла, смысловой подтекст романа заключался в протесте Кинга против фанатов, недовольных эволюцией своих любимых авторов.

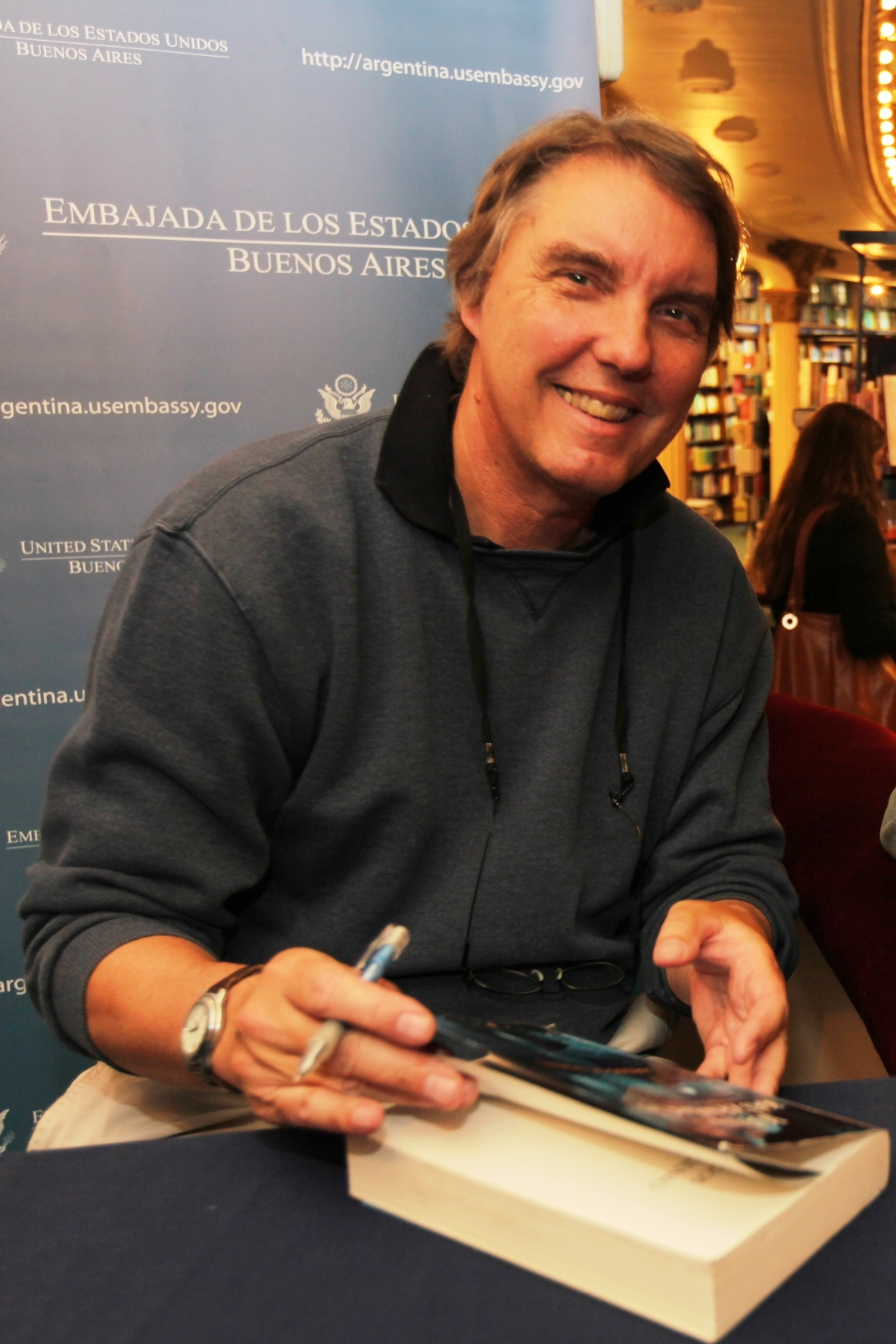
Джон Катценбах подчеркнул отдаление «Мизери» от традиций, заложенных По, Лавкрафтом и Бирсом

Вадим Эрлихман заявил, что талант Кинга лучше раскрывается в узком пространстве. В «Мизери» автору удалось с незаурядной силой изобразить безумие Энни и страдания её пленника. Стивен отразил боль не только физическую, но и душевную, особо ярко предстающую в сцене, в которой Шелдон вынужден править свой текст по указанию полуграмотной медсестры. Эрлихман также отметил неслучайность подробного описания сцен зависимости от болеутоляющих средств, напрямую связанную с происходящем в личной жизни писателя. Табита Кинг считала, что произведение посвящено отношениям писателя и читателя, и знаменитости и фаната в худших её проявлениях. Сибил Штейнберг, рецензент «Publishers Weekly», высоко оценила «Мизери», отметив, что страшные моменты действа перемежаются с блестящими наблюдениями о писателе и его аудитории. Карен Либерейтор, сотрудница «San Francisco Chronicle», назвала книгу хорошей страшилкой, в которой муки Шелдона стали метафорой страданиям Кинга. Ким Ньюман, рецензент британского журнала «New Statesman», посчитал, что в своём романе Кинг открывает целую область комплексов и неврозов. Созданная им Энни Уилкс становится самым чудовищным монстром: «Абсолютное Зло в Абсолютной Банальности» — писал обозреватель.
Кэтлин Лэнт сочла, что роман оказался наиболее тщательным исследованием тематики силы ума и давления аудитории на процесс творчества. По её мнению, Кинг достиг кризиса в отношениях со своей аудиторией в период публикации «Мизери». В своём произведении Стивен выплеснул сильнейшее чувство гнева на своих читателей, создав сумасшедшую поклонницу Энни Уилкс, являющуюся воплощением худших фантазий. Этот «фанат номер один» вредит работе, извращает стиль и даже ставит под угрозу жизнь писателя. К одним из самых ужасающих моментов книги Кэтлин относит ментальные и физические муки Пола Шелдона. Хоррор в романе отражается в представлениях о творческом процессе, прежде всего в сексуальных ролях главных героев. В «Мизери» творческий потенциал — исключительно мужская прерогатива. Роль антагониста выпала порочной и опасной женщине Энни Уилкс. Власть создателя передана с точки зрения сексуальности: Пол — творец, Энни — предмет искусства; она угрожает его автономии как писателя и мужественности как мужчины — отрезая от него по кусочку, намекая, что в конечном счете может отрезать самую мужскую часть его тела. Обладая властью аудитории, Энни угрожает сделать из него физического, эмоционального и творческого импотента.
Джон Катценбах, критик «The New York Times», заявил, что «Мизери» вызывает значительный интерес и без писательского феномена Стивена Кинга. Рецензент подчеркнул уход автора от каноничных сюжетов, завязанных на тематике демонизма, вампиризма и оборотничества. Фактически книга относится к другому жанру, сосредотачиваясь лишь на двух персонажах, где большая часть действия происходит в одной небольшой комнате. По его мнению, фанатов должен воодушевить весь ужас отношений Энни и Пола. В своём романе Кинг уподобляется Шахерезаде. Размышляя о влиянии литературы, на протяжении произведения выводится мысль, что искусство есть акт, в котором творец становится пленником. Глубокое погружение в психологию творчества возводит роман в ранг лучшего творения Кинга. Катценбах заявил, что из двух главных действующих лиц лучше проработан Пол Шелдон, в то время как Энни Уилкс остаётся одномерным неповоротливым источником ужаса на протяжении всей книги. Подводя итог, журналист счел реалистичность романа тем фактором, который придаёт произведению интриги.
Стэнли Уэйтер сообщал, что писатель в качестве главного героя неоднократно появлялся в произведениях Кинга — в романах «Томминокеры» (Барбара Андерсон), «Тёмная половина» (Тадеуш Бомонд) и «Мешок с костями» (Майкл Нунэн), но только «Мизери» стал самым запоминающимся романом, сосредоточенным на этой профессии. По его словам, никто не мог лучше написать о знаменитости, преследуемой сумасшедшими поклонниками, чем автор бестселлеров, окружённый чокнутыми фанатами. Уэйтер называл Энни Уилкс женской версией Доктора Джекила и мистера Хайда. Он считал, что её смерть не была напрасной — «без неё Мизери Честейн никогда бы не вернулась из мёртвых, на радость миллионам поклонников».

## Адаптации

### Кино

Энни Уилкс в исполнении Кэти Бейтс была удостоена 17 места в списке «100 героев и злодеев» по версии Американского института киноискусства

Роман был экранизирован Робом Райнером в 1990 году. Ранее режиссёр занимался съёмками фильма «Останься со мной» по повести «Тело». Фильм производился независимой киностудией «Nelson Entertainment». Продюсером выступил Эндрю Шейнман, а за сценарий взялся Уильям Голдман. Райнер пояснял, что в фильме решил избавиться от самых кровавых частей книги и сконцентрироваться на «шахматной партии» между писателем и поклонницей. Сюжет экранизации оказался более «легковесным». В значительной мере была преуменьшена зависимость Пола от новрила, а отчаяние — значимый элемент романа — в фильме заменяется постоянным поиском путей спасения. Кинематографическая Энни гораздо менее садистская, чем её версия из романа. В фильме также появляются шериф Бакстер и его жена Вирджиния — оба персонажа отсутствуют в романе. Их роль в экранизации добавляет элемент комичности и контраст в противопоставлении отношениям Энни и Пола.
По мнению Вадима Эрлихмана, в фильме прекрасно воплотилась вся напряжённость сюжета оригинала, что придало фильму Райнера сходство с фильмами Хичкока. Роль Энни досталась Кэти Бейтс, а роль Пола — Джеймсу Каану. Бейтс впоследствии получила премии «Оскар» и «Золотой глобус» за лучшую женскую роль. Впрочем, сам Кинг был не очень доволен получившейся лентой: «Роман <…> во многом о том, как писатель может выжить, укрываясь в своём воображении, как в пещере. В фильме эта тема вообще не представлена, поэтому он выглядит как 12-цилиндровая машина, в которой работают только 9 цилиндров». Тем не менее он считал её отличной картиной. Фильм был коммерчески успешным — при бюджете в 20 000 000 долларов кассовые сборы превысили 61 000 000 долларов. Рейтинг ленты на агрегаторе Rotten Tomatoes составил 93 % из 100 возможных. Резюме сайта — «Лучшая адаптация Стивена Кинга на сегодняшний день».

### Театр
Роман не единожды адаптировали в качестве театральных постановок. Один из продюсеров, желавших выпустить адаптацию на Бродвей, прислал Кингу список кандидатов на главные роли. Увидев среди них Джулию Робертс, Стивен решительно отверг её кандидатуру, сообщив, что Энни — дюжая бабища, а эта роль — «не для Красотки». В 2005 году «Мизери» стартовала со сцены лондонского театра King's Head Theatre. Роль Пола исполнял Майкл Прейд. Пьеса на основе романа была разработана театральным подразделением «Warner Bros. Entertainment». Премьера прошла 24 декабря 2012 года в театре Bucks County Playhouse в городе Нью-Хоп, Пенсильвания. Сценарий к ней также написал Уильям Голдман. Постановка готовилась под руководством Уилла Фрэрса и таких бродвейских деятелей, как лауреат премии «Оскар» Энн Рот, отвечавшей за костюмы, и композитора Майкла Фридмана. Уилл Фрэрс счёл, что в центре его спектакля — трагичная история о двух грустных и отчаянных людях. Во время работы над адаптацией создатели задавались вопросом, стоит ли переносить действие в современность, но в итоге поняли, что субкультура фанатов практически не изменилась за последние десятилетия, и решили не отступать от первоисточника.
В октябре 2015 года постановка стартовала с участием двукратной номинантки на премию «Тони» Лори Меткалф и Брюсом Уиллисом. Для Уиллиса, не считая ролей в малобюджетных театрах в юности, это был дебют на театральной сцене. Свою роль он описал как «85-минутное пребывание в постели и всего несколько мгновений пребывания вне её». Инсценировка продлилась 16 недель.
Спектакли по роману ставились и на российской сцене. В 1998 году «Мизери» была представлена на сцене театра «Антреприза „Аполлон“»; главные роли в ней сыграли Лариса Малеванная и Борис Соколов. В 2003 году постановка по роману «Мизери» стартовала в Новосибирском государственном академическом театре «Красный факел»; в ней Пола Шелдона сыграл Сергей Пиоро, а Энни Уилкс — Галина Алёхина.

### Телесериал
Молодая медсестра Энни Уилкс, страдающая психическим расстройством, является главным главным героем второго сезона телесериала «Касл-Рок», по сути являющимся приквелом к событиям романа. Сериал не является дословной адаптацией какой-либо книги, но включает в себя элементы многих романов писателя и переносит действие в условную современность. Роль Энни Уилкс исполнила актриса Лиззи Каплан. Издание «Entertainment Weekly» отметило, что персонаж мастерски сыгран, и он получился одновременно актуальным и канонически правильным.